# پارک ملی خلیج شرقی فنلاند
پارک ملی خلیج شرقی فنلاند (فنلاندی: Itäisen Suomenlahden kansallispuisto سوئدی: Östra Finska vikens nationalpark) یک پارک ملی در منطقه کومن‌لاکسو در فنلاند است که در سال ۱۹۸۲ تأسیس شد و ۶٫۷ کیلومتر مربع (۲٫۶ مایل مربع) آن در خشکی است. این پارک فقط شامل جزایر بسیار کوچک و پرت است که در برخی از آنها عمدتاً درختان کاج رشد می‌کنند.
بیشتر جزایر صخره‌های بی‌درخت و البته با سواحل بی‌نظیر هستند. این پارک ملی به خاطر جانوران و پرندگان آبزی خود شناخته شده‌است. رایج‌ترین پرندگان آبزی غاز و اردک سیاه‌کاکل هستند. پرندگان دیگر، از جمله تیغ‌نوک و پرسفید، در جزایر حفاظت شده پارک لانه می‌کنند.